# Западинцы (Лохвицкий район)
Западинцы (укр. Западинці) — село,
Харьковецкий сельский совет,
Лохвицкий район,
Полтавская область,
Украина.
Код КОАТУУ — 5322687803. Население по переписи 2001 года составляло 291 человек.

## Географическое положение
Село Западинцы находится на левом берегу реки Сухая Лохвица,
ниже по течению на расстоянии в 1 км расположен город Лохвица,
на противоположном берегу — село Харьковцы.

## История
- 1654 — дата основания.

## Экономика
- Молочно-товарная ферма.

## Объекты социальной сферы
- Клуб.